# Pagosa Springs
Pagosa Springs ist eine Town sowie Verwaltungssitz von Archuleta County im US-Bundesstaat Colorado der Vereinigten Staaten. Das U.S. Census Bureau hat bei der Volkszählung 2020 eine Einwohnerzahl von 1.571 ermittelt. Die geographischen Koordinaten sind 39,91° Nord, 104,98° West, die Fläche beträgt 11,4 km². 

## Persönlichkeiten
- Janet Landgard (1947–2023), Schauspielerin